# Комплавкі
Комплавкі (пол. Kąpławki) — село в Польщі, у гміні Барцяни Кентшинського повіту Вармінсько-Мазурського воєводства.
Населення — 33 особи (2011).
У 1975-1998 роках село належало до Ольштинського воєводства.

## Демографія
Демографічна структура станом на 31 березня 2011 року:
|          | Загалом | Допрацездатний вік | Працездатний вік | Постпрацездатний вік |
| -------- | ------- | ------------------ | ---------------- | -------------------- |
| Чоловіки | 15      | 2                  | 9                | 4                    |
| Жінки    | 18      | 6                  | 8                | 4                    |
| Разом    | 33      | 8                  | 17               | 8                    |